# Mubadala Silicon Valley Classic 2018 - Qualificazioni singolare
Le qualificazioni del singolare femminile del Mubadala Silicon Valley Classic 2018 sono state un torneo di tennis preliminare per accedere alla fase finale della manifestazione. Le vincitrici dell'ultimo turno sono entrate di diritto nel tabellone principale. In caso di ritiro di una o più giocatrici aventi diritto a queste sono subentrati le lucky loser, ossia le giocatrici che hanno perso nell'ultimo turno ma che avevano una classifica più alta rispetto alle altre partecipanti che avevano comunque perso nel turno finale.

## Teste di serie
1. Aryna Sabalenka (primo turno)
2. Anna Blinkova (ultimo turno, lucky loser)
3. Nicole Gibbs (primo turno)
4. Magdalena Fręch (ultimo turno)

1. Verónica Cepede Royg (qualificata)
2. Irina Falconi (ultimo turno)
3. Georgina García Pérez (qualificata)
4. Amanda Anisimova (qualificata)

## Qualificate
1. Georgina García Pérez
2. Amanda Anisimova

1. Danielle Lao
2. Verónica Cepede Royg

### Lucky loser
1. Anna Blinkova

## Tabellone

### Legenda
| - Q = Qualificato - WC = Wild card - LL = Lucky loser | - ALT = Alternate - SE = Special Exempt - PR = Protected Ranking | - w/o = Walkover - r = Ritirato - d = Squalificato |

### Sezione 1
|  | Primo turno | Primo turno           | Primo turno           | Primo turno | Primo turno |  |  | Ultimo turno | Ultimo turno          | Ultimo turno          | Ultimo turno | Ultimo turno |  |
|  |             |                       |                       |             |             |  |  |              |                       |                       |              |              |  |
|  | 1           | Aryna Sabalenka       | 6                     | 5           | 4           |  |  |              |                       |                       |              |              |  |
|  |             | Maria Sanchez         | 2                     | 7           | 6           |  |  |              | Maria Sanchez         | Maria Sanchez         | 64           | 63           |  |
|  |             | Miyu Katō             | Miyu Katō             | 4           | 2           |  |  | 7            | Georgina García Pérez | Georgina García Pérez | 7            | 7            |  |
|  | 7           | Georgina García Pérez | Georgina García Pérez | 6           | 6           |  |  |              |                       |                       |              |              |  |

### Sezione 2
|  | Primo turno | Primo turno      | Primo turno      | Primo turno | Primo turno |  |  | Ultimo turno | Ultimo turno     | Ultimo turno | Ultimo turno | Ultimo turno |  |
|  |             |                  |                  |             |             |  |  |              |                  |              |              |              |  |
|  | 2           | Anna Blinkova    | Anna Blinkova    | 6           | 6           |  |  |              |                  |              |              |              |  |
|  | WC          | Sybille Gauvain  | Sybille Gauvain  | 0           | 3           |  |  | 2            | Anna Blinkova    | 7            | 3            | 65           |  |
|  |             | Priscilla Hon    | Priscilla Hon    | 1           | 3           |  |  | 8            | Amanda Anisimova | 5            | 6            | 7            |  |
|  | 8           | Amanda Anisimova | Amanda Anisimova | 6           | 6           |  |  |              |                  |              |              |              |  |

### Sezione 3
|  | Primo turno | Primo turno     | Primo turno     | Primo turno | Primo turno |  |  | Ultimo turno | Ultimo turno  | Ultimo turno  | Ultimo turno | Ultimo turno |  |
|  |             |                 |                 |             |             |  |  |              |               |               |              |              |  |
|  | 3           | Nicole Gibbs    | 6               | 2           | 2           |  |  |              |               |               |              |              |  |
|  |             | Danielle Lao    | 3               | 6           | 6           |  |  |              | Danielle Lao  | Danielle Lao  | 6            | 6            |  |
|  |             | Jacqueline Cako | Jacqueline Cako | 2           | 5           |  |  | 6            | Irina Falconi | Irina Falconi | 1            | 3            |  |
|  | 6           | Irina Falconi   | Irina Falconi   | 6           | 7           |  |  |              |               |               |              |              |  |

### Sezione 4
|  | Primo turno | Primo turno          | Primo turno | Primo turno | Primo turno |  |  | Ultimo turno | Ultimo turno         | Ultimo turno | Ultimo turno | Ultimo turno |  |
|  |             |                      |             |             |             |  |  |              |                      |              |              |              |  |
|  | 4           | Magdalena Fręch      | 6           | 3           | 6           |  |  |              |                      |              |              |              |  |
|  | WC          | Emiliana Arango      | 3           | 6           | 1           |  |  | 4            | Magdalena Fręch      | 4            | 6            | 4            |  |
|  |             | Valeria Savinykh     | 3           | 6           | 4           |  |  | 5            | Verónica Cepede Royg | 6            | 4            | 6            |  |
|  | 5           | Verónica Cepede Royg | 6           | 4           | 6           |  |  |              |                      |              |              |              |  |